# Albert Auer
Albert Auer OSB (* 27. Januar 1891 in Landshut; † 20. März 1973 in Flüeli-Ranft) war ein deutscher römisch-katholischer Philosoph und Benediktiner.

## Leben
Er trat im Jahre 1911 ins Emmauskloster ein. Die Priesterweihe empfing er in Regensburg 1921. Nach der Promotion an der Universität München 1925 und der Habilitation 1928 in Salzburg war er dort ordentlicher Universitätsprofessor der Philosophie von 1930 bis 1965 unter besonderer Berücksichtigung der Ethik, des Naturrechtes und der Staatsphilosophie.

## Schriften (Auswahl)
- Die philosophischen Grundlagen der Askese. Salzburg 1946, OCLC 801316236.
- Leidenstheologie des Mittelalters. Salzburg 1947, OCLC 11905128.
- Würde und Freiheit des Menschen. Salzburg 1952, OCLC 314808439.
- Der Mensch hat Recht. Naturrecht auf dem Hintergrund des Heute. Graz 1956, OCLC 717952871.